# Pop In Wonderland
Pop in Wonderland (1992-2006) was een Belgische psyche-popgroep opgericht in Leuven, Vlaams-Brabant.

## Geschiedenis

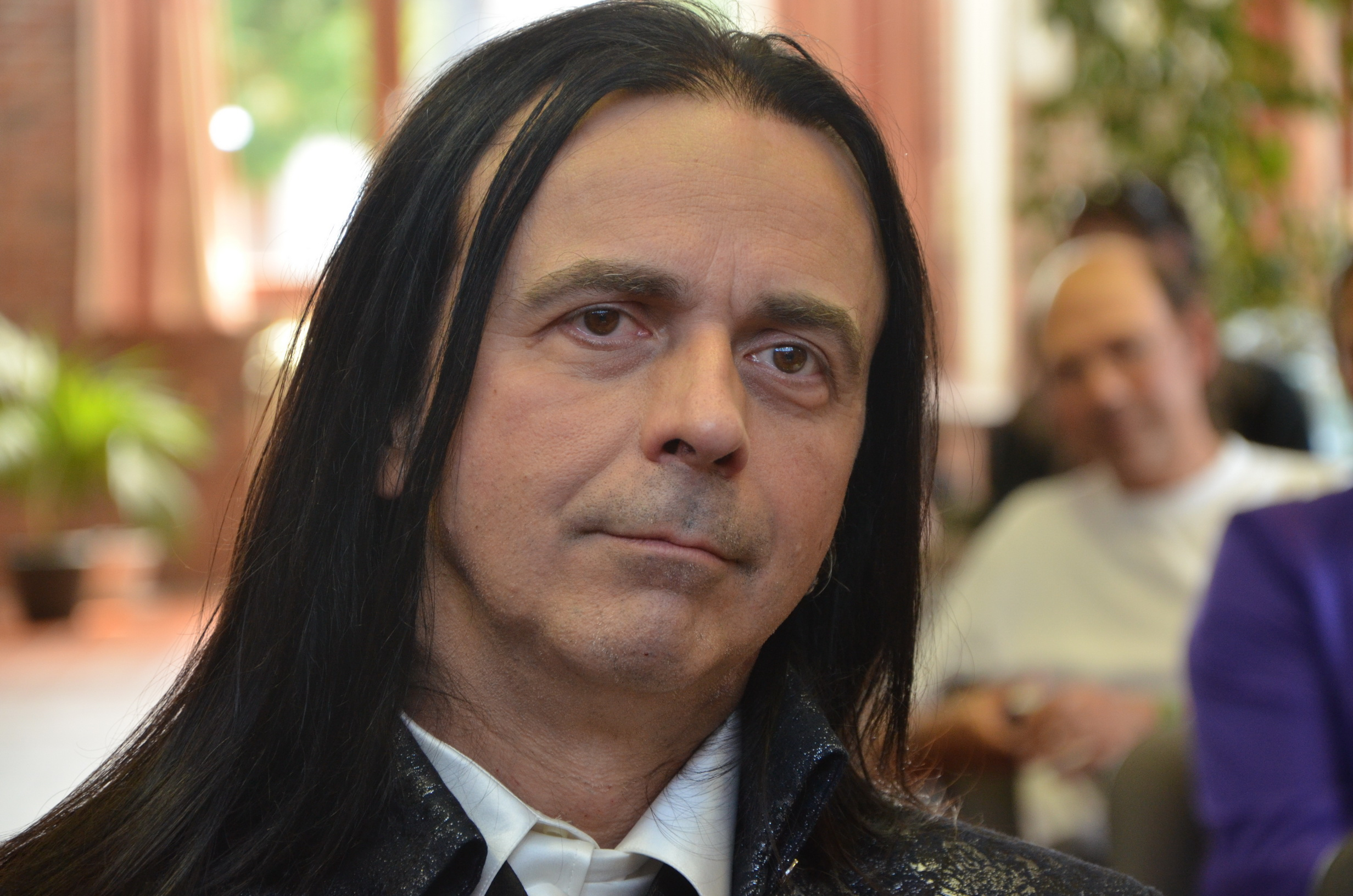
Rudolf Hecke

Meredith Van Overloop (zang, toen bekend als Meredith Vets) en Rudolf Hecke (gitaar, songs) reisden tot 1997 in een fluorescerend oranje hippiebusje van optreden naar optreden. Bekend werden ze vooral door hun live concerten, steeds vergezeld van exotische muziekinstrumenten, zeepbellen, vuurwerk en vrolijke kleuren. De band speelde in Hard Rock Cafe Antwerpen, was te gast op Maanrock en ook op Marktrock Leuven hadden ze ettelijke keren een 'Artist Pass'.
In 1997 besloot de groep, na het uitbrengen van de single Working on Love, een herbronningsfase in te lassen. Een jaar later werd Grow a Baby in de Soundmixshow gecoverd door Kathleen Aerts van K3, die dat jaar derde werd. In 1999 start Rudolf met nieuwe projecten als Kite en The Incredible Time Machine. In 2006 bracht Pop In Wonderland haar vierde cd uit, The Hit Singles Collection, direct gevolgd door de single Bubbles of Time. Ondertussen werkte PIW samen met producer David Poltrock - bekend van onder andere Hooverphonic, Stash, Tom Helsen en Els De Schepper - die zorgde voor meer invloed van lounge en filmmuziek.
Meredith bouwde in 2011 aan een nieuwe weg als NLP- en equicoach. Ze publiceerde in 2015 het boek Niet Perfect, Toch Content, over wat mensen kunnen leren over dieren. In 2018 publiceerde ze met haar plusdochter Roxane Van Overloop het hedendaagse sprookjesboek De Verhalenboom, geïllustreerd door Iris Compiet. In 2013 publiceerde ze met Valerie Van Peel, Anna Defossez en Peter Adriaenssens Over Leven, over moed en groei na kindermishandeling en -misbruik.
In 2025 verscheen ze in het tv-programma van Philippe Geubels Taboe, in de aflevering over misbruik en mishandeling, waar ze getuigde over de relatie met haar vader Michel Piens. Eerder dook ze op tv op in F.C. De Kampioenen, waar ze een hippie speelde.
Rudolf Hecke runt sinds 2000 opnamestudio Factasy, treedt al 12 jaar op met The Incredible Time Machine. In 2012 bracht hij zijn eerste boek uit, de eerste origineel Nederlandstalige biografie over Serge Gainsbourg. In 2016 verscheen zijn eerste roman Wondenland (Uitgeverij Vrijdag) i.s.m. professor Dirk De Wachter en in 2017 het Gainsbourg-stappenplan Parcours Gainsbourg (Uitgeverij EPO). Hij trok door Vlaanderen en Nederland met muzikale conferences over Gainsbourg. Hij tekende met een nieuw muziekproject, De Havilland, bij Sony. In 2019 verscheen zijn boek 'De sixties' en in 2020 het derde deel van zijn Gainsbourg-trilogie 'Gainsbourg, tekst en uitleg' bij uitgeverij EPO. Ondertussen brengt hij ook twee singles uit samen met Elsje Helewaut, werkt hij samen met Vera Coomans en verschijnt de debuut-ep van De Havilland.

## Discografie

### Albums
- The Love Trip (1993)
- Barbarella Butterfly (1995)
- Sunshine Pilots (1996)
- The Hit Singles Collection (2006)

### Singles
- Fall into dreams / Back (1992)
- Something hit my dream (1993)
- The Love Trip / Changes (1993)
- Spin the Wheel / Feel Alike (1993)
- Grow A Baby (1994)
- Freaks Elevation Party (1994)
- Beautiful People (met Melanie) / Moonray (1995)
- The Only Power (1995)
- Love Chant (1995)
- Dwarfed by Love (1995)
- Ahead of My Dream (1996)
- Free Flight (1996)
- Who Am I ? (1996)
- Working on Love (1997)
- Bubbles of Time (2006)